# Tarzan (musical)
Tarzan is een musical gebaseerd op het verhaal van Edgar Rice Burroughs en de Walt Disney animatiefilm Tarzan. De musical is geregisseerd door Bob Crowley, met onder andere in de hoofdrollen acteurs gehuld in apenkostuums.
De musical ging in 2006 op Broadway in première en op 8 juli 2007 viel het doek na 486 voorstellingen voor Tarzan op Broadway. Op 15 april 2007 was de officiële première van de Nederlandse productie in het Fortis Circustheater in Scheveningen. Het is voor het eerst dat een Broadway productie zo snel na de première al te zien was in Nederland. In Nederland is Tarzan, in tegenstelling tot Broadway, een groot succes. Tarzan speelde op 24 mei 2009 de laatste show na bijna 1.600.000 kaarten verkocht te hebben. Slechts een keer eerder verkocht een Disneyproductie in Europa zoveel kaarten. Dit was namelijk de Nederlandse versie van The Lion King welke het succes van Tarzan oversteeg met ruim 170.000 kaarten verschil.
De muziek en liedteksten zijn van de hand van Phil Collins, die ook de muziek verzorgde voor de Walt Disney film. Het script komt van David Henry Hwang. Vertaalster Martine Bijl tekende voor de vertaling van de dialogen en liedteksten. Tarzan is een coproductie van Walt Disney Theatrical Productions en Joop van den Ende Theaterproducties.
Tarzan werd in Nederland gespeeld door Ron Link (bekend van Idols '04). Link werd op 24 november 2006 live gekozen in het SBS6 televisieprogramma Wie wordt Tarzan?. De uiteindelijke keus voor de winnende Tarzan is gemaakt door een deskundige jury bestaande uit Joop van den Ende, zangcoach Esther Hart, Disney regisseur Jeff Lee, casting director Carline Brouwer en Algemeen Directeur Joop van den Ende Theaterproducties Erwin van Lambaart. Tevens heeft het publiek mee mogen stemmen via sms en door te bellen en via de website van de Telegraaf. Ten slotte heeft de componist van de musical Phil Collins zijn stem uitgebracht.
Niet eerder heeft het publiek zijn voorkeur uit kunnen spreken over wie de uiteindelijke hoofdrol mag spelen in een nieuwe grote musicalproductie. De rol van Jane wordt in Nederland gespeeld door Chantal Janzen, die onder meer hoofdrollen speelde in Beauty and the Beast, Kunt u mij de weg naar Hamelen vertellen, mijnheer? en 42nd Street.
Op de John Kraaijkamp Musical Awards in 2007 won Ron Link voor zijn eerste optreden als musicalartiest de Nashuatec Musical Award voor Aanstormend Talent. Clayton Peroti, die de rol van Tark speelt, sleepte de Award voor de Beste Mannelijke Bijrol in een Grote Musical in de wacht.
De première van Tarzan vond op 15 april 2007 plaats in het Circustheater in Scheveningen en de laatste voorstelling was op 24 mei 2009. In Duitsland zijn er verschillende Nederlandse acteurs die in de Duitse versie van de musical hebben gespeeld zoals Mark van Beelen (Tarzan), Terence van der Loo (Tarzan), Robin Reitsma (alternate Tarzan), Bob van de Wijdeven (alternate Tarzan), John Vooijs (alternate Tarzan), Vajèn van den Bosch (Jane), Elindo Avastia (Tark), Ludo van der Winkel (Clayton), Marle Martens (Kala), Willemijn Verkaik (Kala), Sophia Wezer (Kala), 

## Het verhaal
Het is augustus 1888. Voor de kust van West-Afrika woedt een hevige storm. Een jong Engels gezin lijdt schipbreuk en strandt in de meedogenloze jungle. Door het noodlot komt het echtpaar om het leven en blijft hun pasgeboren kind moederziel alleen achter. Hij wordt gevonden door Kala, een vrouwtjesgorilla, die het mensenkind in haar hart sluit en hem de naam Tarzan geeft. Tarzan groeit te midden van gorilla's op tot een atletische, vindingrijke jongeman.
Het avontuur bereikt zijn climax als Tarzan, die constant op zoek is naar zijn ware identiteit, een onverwachte ontmoeting heeft met de beeldschone Jane. Dit voor Tarzan vreemde maar toch bekende wezen zorgt bij hem voor gevoelens die hij nooit eerder heeft gehad. Als Jane terug moet naar Engeland, komt Tarzan voor een ingrijpende keus te staan: meegaan met Jane en een leven opbouwen tussen de mensen tot wie hij genetisch behoort of blijven bij zijn gorillafamilie, waar hij gevoelsmatig thuis is.

## Cast op Broadway
| Rol              | Broadway 2006                  |
| ---------------- | ------------------------------ |
| Tarzan           | Josh Strickland                |
| Jane Porter      | Jennifer Gambatese             |
| Kerchak          | Shuler Hensley                 |
| Kala             | Merle Dandirdge                |
| Terk             | Chester Gregory II             |
| Professor Porter | Tim Jerome                     |
| Clayton          | Donnie Keshawarz               |
| Jonge Tarzan     | Daniel Menche, Alex Rutherford |

## Cast in Nederland
| Rol              | Cast 2007 - 2009 |
| ---------------- | --- |
| Tarzan           | Ron Link |
| Alternate        | John Vooijs |
| Understudy       | Dennis ten Vergert, Roy van Iersel, Dennis Marquez |
| Jane Porter      | Chantal Janzen |
| Understudy       | Bente van den Brand, Brigitte Heitzer, Nathalie van Gent, Maaike Brussel, Irene Borst, Elise Berends |
| Kerchak          | Jeroen Phaff, Hans Peter Janssens |
| Alternate        | Fred Butter |
| Understudy       | Raymond Kurvers, Addo Kruizinga, Arwin Kluft, Nick Fleuren |
| Kala             | Chaira Borderslee |
| Alternate        | Joanne Telesford, Sophia Wezer |
| Understudy       | Britt Koole, Sanne Mieloo, Gerlinde Vliegenthart |
| Tark (Terk)      | Clayton Peroti |
| Understudy       | Marc Verbessem, Arvin Quirante, Marcel Rocha, Marlon David Henry, Terence Lee Polewen |
| Professor Porter | Hans Ligtvoet |
| Understudy       | István Hitzelberger, Raymond Kurvers, Addo Kruizinga, Arwin Kluft, Howard van Dodemont |
| Clayton          | Léon Roeven |
| Understudy       | Léon Roeven, Raymond Kurvers, Addo Kruizinga, Arwin Kluft, Howard van Dodemont |
| Jonge Tarzan     | Tim Koper, Jai Wowor, Machiel Verbeek, Ralf Mackenbach, Marc Molenaar, Sander Pieterse, Jary Beekhuizen, Wessel van der Kraan, Nicky Luyten, Bas Kerst,Floris Draaisma, Melle Rigter, Lars Molengraaf, Remy Borsboom, Peter de Kroon, Tjesse Bleijenberg, Willem Schenk, Pelle Nelissen, Luuk Hartog, Max van Alphen, Enzo Coenen, Valentijn Hoogwerf, Brenn Luiten, Tjeerd Melchers, Christian Nieuwenhuizen, Vinni Peverelli |
| Ensemble/Swing   | Joao Paulo de Almeida, Janneke van Amelsvoort, Ilaria Angelicchio, Nuno Azevedo, Bente van den Brand, Elise Berends, Tessa Bons, Irene Borst, Maaike Brussel, Danlino Brunetti, Mau Bus, Zunaira Choudhry, Maja Egter van Wissekerke, Miriam Nuñez Escribano, Nick Fleuren, Nathalie van Gent, Noortje van Gestel, Brigitte Heitzer, Marlon David Henry, Sjoerd Hermens, Britt Koole, Ruwa Nlinders, Tanya van de Kooy, Addo Kruizinga, Dennis Marquez, Giovanni Menig, Sanne Mieloo, Anne Nobel, Rahana Oemed, Yido Osorio, Caroline Pereira, Andres Perez Lopez, Terence Lee Polenewen, Arvin Quirante, Marcel Rocha, Barbara Rose, Eva Scheffers, Bobby Snijder, Vanderson Souza Dos Santos, Jeffrey Stuut, Chris Tanamal, Marc Verbessem, Dennis ten Vergert, Sabrina Vis, Gerlinde Vliegenthart, John Vooijs, Merlijn de Vries, Jenily Wagenwakers, Jermain Leroy Winter |

## Soundtrack
| #  | Soundtrack                           | Origineel                           | Personages                           | duur |
| -- | ------------------------------------ | ----------------------------------- | ------------------------------------ | ---- |
| 1  | Twee werelden                        | Two Worlds                          | Tarzan, Ensemble                     | 5:19 |
| 2  | Jij woont in mijn hart               | You'll Be In My Heart               | Kala, Ensemble                       | 3:21 |
| 3  | Bij mij moet je zijn                 | Who Better Than Me?                 | Tark, Jonge Tarzan, Ensemble         | 1:55 |
| 4  | Het moet, het moet                   | No Other Way                        | Korchak, Kala, Ensemble              | 3:55 |
| 5  | Maar waar                            | I Need to Know                      | Jonge Tarzan, Ensemble               | 2:13 |
| 6  | Mensenkind                           | Son of Man                          | Tark, Ensemble                       | 2:46 |
| 7  | Als de maan bij de sterren           | Sure As Sun Turns to Moon           | Korchak, Kala, Ensemble              | 2:48 |
| 8  | Van zo ver                           | Waiting for This Moment             | Jane, Ensemble                       | 3:56 |
| 9  | Maar wat is het dan                  | Different                           | Tarzan, Ensemble                     | 2:53 |
| 10 | Gestamp in het kamp                  | Trashin' the Camp                   | Tark, Ensemble                       | 3:29 |
| 11 | Zou dit het zijn                     | Like No Man I've Ever Seen          | Jane, Professor Porter, Ensemble     | 2:45 |
| 12 | Het zijn geen vreemden               | Strangers Like Me                   | Tarzan, Jane, Ensemble               | 3:46 |
| 13 | Voor het eerst                       | For the First Time                  | Tarzan, Jane, Ensemble               | 4:14 |
| 14 | Bij mij moet je zijn (Reprise)       | Who Better Than Me? (Reprise)       | Tark, Tarzan, Ensemble               | 2:09 |
| 15 | Verloren verleden                    | Everything That I Am                | Kala, Tarzan, Jonge Tarzan, Ensemble | 5:08 |
| 16 | Jij woont in mijn hart (Reprise)     | You'll Be In My Heart (Reprise)     | Tarzan, Kala, Ensemble               | 2:24 |
| 17 | Als de maan bij de sterren (Reprise) | Sure As Sun Turns to Moon (Reprise) | Kala, Ensemble                       | 1:59 |
| 18 | Twee werelden (Reprise)              | Two Worlds (Finale)                 | Tarzan, Jane, Ensemble               | 1:26 |
|    | Bonustrack                           |                                     |                                      |      |
| 19 | Everything That I Am                 | n.v.t.                              | Phil Collins                         | 3:57 |